# Grace Kazadi
Grace Kazadi Ntambwe (Montmorency, 31 gennaio 2001) è una calciatrice francese, difensore del Guingamp e della nazionale francese.

## Statistiche

### Presenze e reti nei club
Statistiche aggiornate al 27 aprile 2025.
| Stagione               | Squadra                | Campionato             | Campionato | Campionato | Coppe nazionali | Coppe nazionali | Coppe nazionali | Coppe continentali | Coppe continentali | Coppe continentali | Altre coppe | Altre coppe | Altre coppe | Totale | Totale |
| Stagione               | Squadra                | Comp                   | Pres       | Reti       | Comp            | Pres            | Reti            | Comp               | Pres               | Reti               | Comp        | Pres        | Reti        | Pres   | Reti   |
| ---------------------- | ---------------------- | ---------------------- | ---------- | ---------- | --------------- | --------------- | --------------- | ------------------ | ------------------ | ------------------ | ----------- | ----------- | ----------- | ------ | ------ |
| 2018-2019              | Olympique Lione        | D1                     | -          | -          | CF              | -               | -               | UWCL               | -                  | -                  | -           | -           | -           | 0      | 0      |
| 2019-2020              | Olympique Lione        | D1                     | 0          | 0          | CF              | -               | -               | UWCL               | -                  | -                  | SF          | -           | -           | 0      | 0      |
| 2020-2021              | Atlético Madrid        | PD                     | 20         | 0          | CS              | -               | -               | UWCL               | 1                  | 0                  | SS          | 1           | 0           | 22     | 0      |
| lug. 2021-gen. 2022    | Olympique Lione        | D1                     | 0          | 0          | CF              | -               | -               | UWCL               | 1                  | 0                  | SF          | -           | -           | 9      | 0      |
| Totale Olympique Lione | Totale Olympique Lione | Totale Olympique Lione | 0          | 0          | -               | -               | -               | -                  | 1                  | 0                  | -           | -           | -           | 1      | 0      |
| gen.-giu.2022          | Siviglia               | PD                     | 6          | 0          | CS              | 0               | 0               | -                  | -                  | -                  | -           | -           | -           | 6      | 0      |
| 2022-2023              | Guingamp               | D1                     | 20         | 0          | CF              | 2               | 0               | -                  | -                  | -                  | -           | -           | -           | 22     | 0      |
| 2023-2024              | Guingamp               | D1                     | 4          | 0          | CF              | -               | -               | -                  | -                  | -                  | -           | -           | -           | 4      | 0      |
| 2024-2025              | Guingamp               | PL                     | 18         | 0          | CF              | 1               | 0               | -                  | -                  | -                  | -           | -           | -           | 19     | 0      |
| Totale Guingamp        | Totale Guingamp        | Totale Guingamp        | 42         | 0          | -               | 3               | 0               | -                  | -                  | -                  | -           | -           | -           | 45     | 0      |
| Totale carriera        | Totale carriera        | Totale carriera        | 68         | 0          | -               | 3               | 0               | -                  | 2                  | 0                  | -           | 1           | 0           | 74     | 0      |

## Palmarès

### Club
- Coppa di Francia: 1

Olympique Lione: 2019-2020
- Supercoppa spagnola: 1

Atlético Madrid: 2021